# 黎塘镇
黎塘镇（拼音：lítáng）位于广西壮族自治区中部、湘桂铁路与黎湛铁路交汇处。地处亚热带，北回归线以南，介于北纬23°06′～23°15′，东经109°01′～109°17′之间。行政规划隶属于广西壮族自治区南宁市宾阳县，为全国重点镇及自治区小康示范镇。桂中重要的交通枢纽及工业城市。因盛产莲藕，被誉为莲藕之乡。

## 历史
黎塘建制历史悠长，始建于晋代，至今1000多年历史，有石城之称。黎塘北郊三公里处的安城村，原为定县县城，汉属广郁县，三国属临浦县（即现宾阳县），晋武帝将临浦划分为领方、绥宁两县，始设绥宁县治于此。南朝梁武帝期间，撤绥宁，于此设安城县治和安城群治。至宋朝裁保城并入岭方县止，前后于该地设置郡、县治600余年。城池于晋代始建，后各朝加修，城内建有衙署及居民住户，周围城墙高丈余，厚一丈，南开一门，均为大石块砌成，故有石城之称。元代以后已非治所之地。明代万历年间，墟场移至现今黎塘址。清道光年十三年（1833年）前后，本地人和外地人陆续到黎塘设店经商。民国十六16年（1927年）宾盘线（宾阳至陆川县盘龙）通车，由贵县、玉林、梧州来往客商逐渐增多，市场日益繁荣。1951年湘桂铁路和1954年黎湛铁路先后接轨通车于此，黎塘终成桂中交通枢纽。特别是上世纪七、八十年代，自治区及原南宁地区在黎塘大量的工业项目投入，使黎塘迅速形成为广西的工业重镇。

## 行政概况
黎塘镇辖9个社区、14个行政村：
永安东社区、仁爱社区、民主社区、建设社区、解放社区、城南社区、金龙社区、中营社区、永安西社区、青山村、司马村、三李村、龙胜村、帽子村、农业村、启明村、新圩村、凤鸣村、欧阳村、三和村、吴江村、龙公村和补塘村。

## 交通
- 南广铁路、柳南客运专线：宾阳站
- 湘桂铁路、黎湛铁路与黎欽鐵路

## 特产
黎塘莲藕：中国地理标志产品。